# S1
L'S1 és una declaració que s'ha de presentar prèviament a un moviment de 100.000 euros dins el territori de l'estat espanyol o per pagaments o cobraments a l'estranger iguals o superiors a 10.000 euros per la persona física que transporti els mitjans de pagament. Aquesta declaració s'ha de presentar als serveis de duanes o per medis telemàtics a l'Agència Estatal de l'Administració Tributària. L'omissió d'aquesta declaració pot donar lloc a la intervenció dels serveis de duanes o de la policia.